# Antonio Benedetto Carpano
Antonio Benedetto Carpano (ur. 24 listopada 1751 w Bioglio, zm. 1815 w Turynie) – włoski destylator, twórca receptury wermutu.

## Życiorys

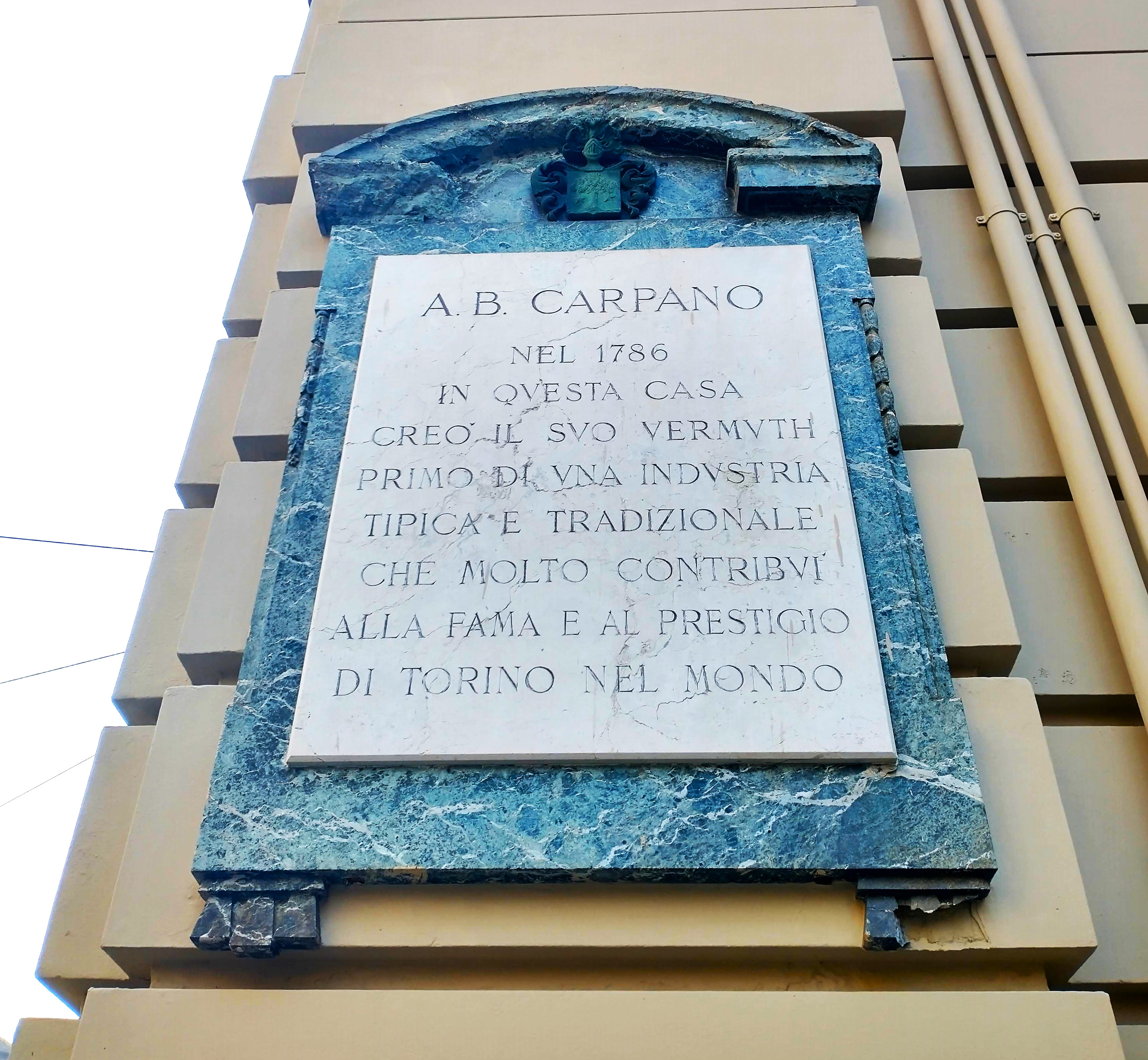
Tablica w Turynie

Pochodził z rodziny mieszczańskiej. Był pasjonatem agronomii i nauk przyrodniczych. Od około 1780 rozpoczął przygotowywanie receptury obecnego wermutu, który był wspominany już w Oenologia toscana (1773), ale był wówczas napojem mało znanym, o nieustandaryzowanym składzie. W swoim laboratorium, razem z zespołem winiarzy i aptekarzy, mieszał i macerował zioła i substancje lecznicze, ostatecznie osiągając recepturę napoju, który połączył w sobie walory wina z aromatami roślinnymi. W 1786, na podstawie licencji Wiktora Amadeusza III, podjął się produkcji napoju alkoholowego z białego muskatu Canelli, wzmocnionego alkoholem, słodzonego rafinowanym cukrem, z dodatkiem ziół. Produkt, przypominający w smaku słodko-gorzki tonik, wprowadzono do sprzedaży w turyńskim sklepie Marendazzo, pod arkadami Piazza Castello i był tam w ofercie przez wiele lat.
Po jego śmierci zastąpił go siostrzeniec, Giuseppe Bernardino Carpano, który po 1840 rozwinął interes i wprowadził na rynek inne odmiany wermutu, a od 1865 zastrzegł znaki towarowe.